# Regiomontanus

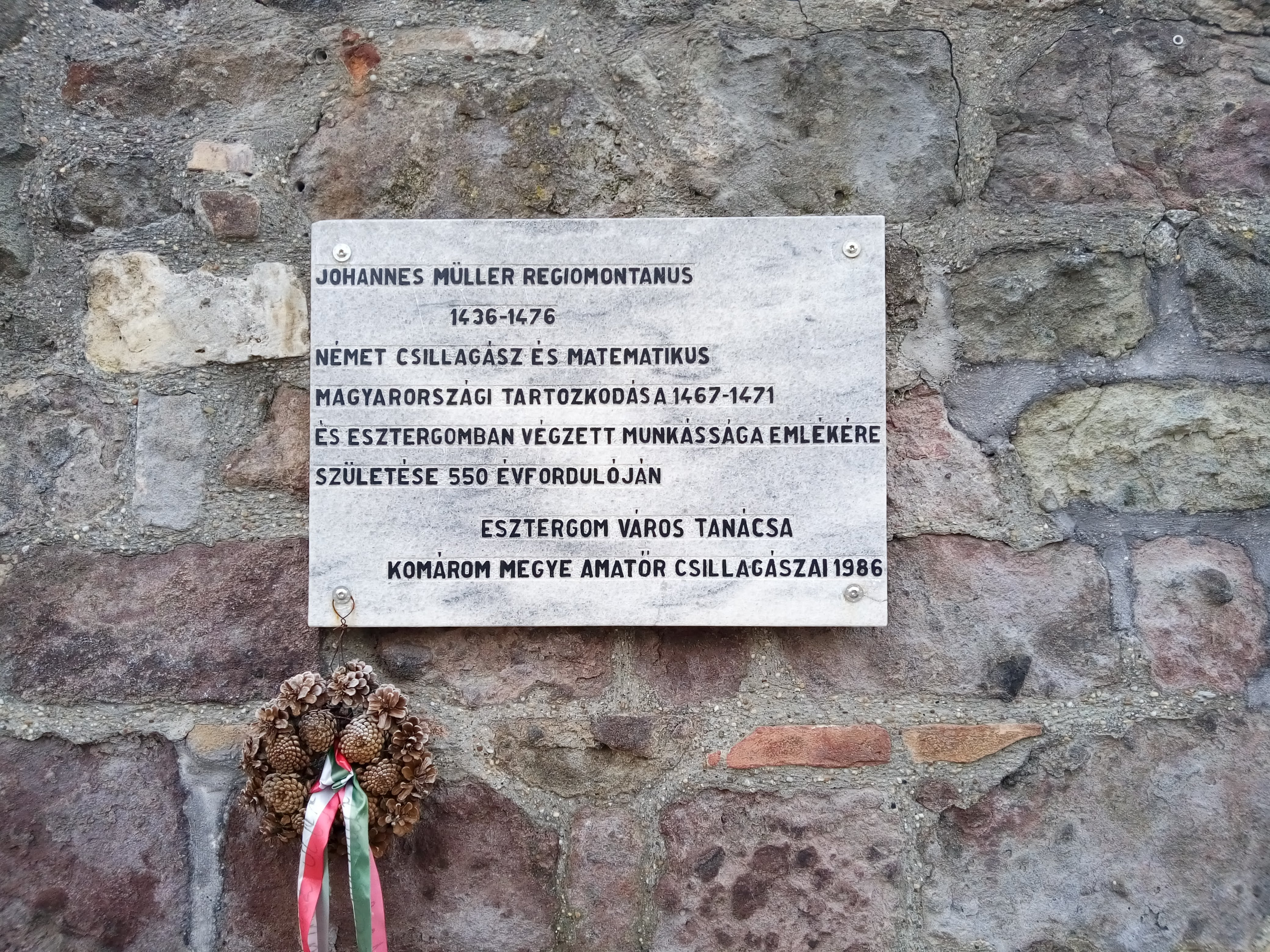
Emléktáblája az esztergomi várban

Regiomontanus (születési nevén Johannes Müller, teljes nevén Johannes Müller von Königsberg, latinul Johannes Regiomontanus, magyarosan Királyhegyi János) (Königsberg, 1436. június 6. – Róma, 1476. július 6.) késő-középkori német matematikus, csillagász, asztrológus. Nevének latinos változatát csak jóval halála után kezdték használni, első ízben Philipp Melanchthon említette így 1531-ben, Königsberg latin neve, Mons Regius után. Regiomontanus udvari csillagászként évekig élt és dolgozott Budán és Mátyás király iránti tiszteletből a budai királyi palotán áthaladó délkört vette alapul csillagászati számításaihoz. Ez volt a budai délkör. Regiomontanus asztrolábiumot rendelt Bécsből és belevésette a budai délkör helyét.

## Életútja

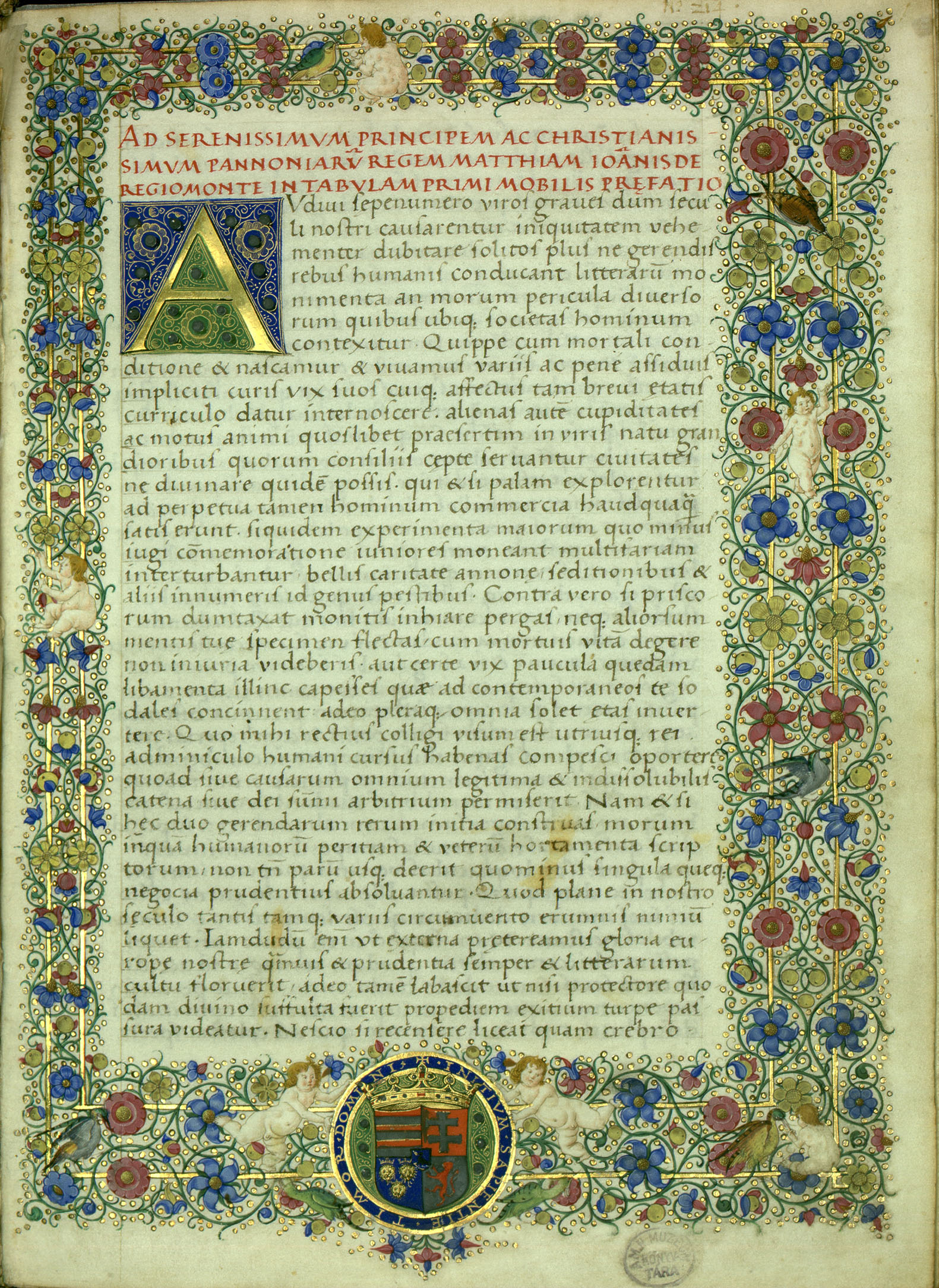
A Regiomontanus-kódex díszoldala. Regiomontanus néhány éven át Mátyás udvari asztronómusa volt, ekkor az állócsillagok mozgásáról írott művét a királynak ajánlotta

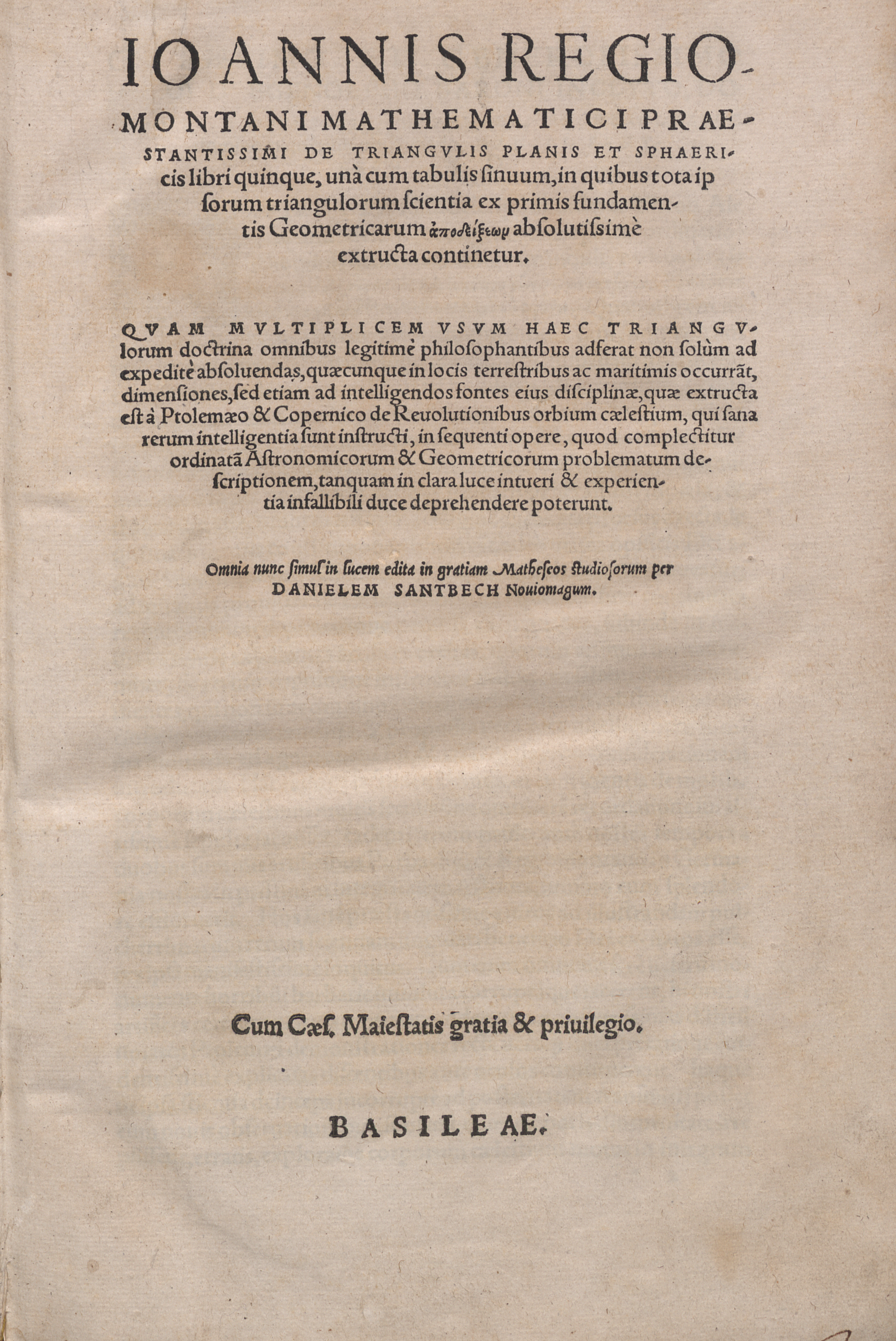
De triangulis planis et sphaericis libri

Tizenegy éves korában Lipcsébe utazott, ahol 1447 telétől kezdve csillagászatot és matematikát tanult. 1450-ben Bécsbe költözött át, mert a korabeli Közép-Európa legjelentősebb matematikai-csillagászati iskolája ott működött. Bécsben a humanizmus eszméinek hatása alá került, nem utolsósorban tanára, a híres csillagász, Georg von Peuerbach nyomán. 1452-ben baccalaureatust, 1457-ben licentiatust szerzett és immár magisteri rangban maga is matematikát oktatott a bécsi egyetemen.
Mesterével Bessarion niceai érsek kérésére Rómába utazott, ahol rábízták Ptolemaiosz Almagest című munkájának kritikai fordítását. Peuerbach 1461-ben bekövetkezett halála után Regiomontanus a munkát az itáliai Giovanni Bianchinivel együttműködve fejezte be; a művet utóbb Kopernikusz és Galilei tankönyvként használták. Ugyanebben az időben keletkezett a – csak később, 1553-ban kiadott tankönyvként használatos – háromszögekről írott műve; továbbá a görög nyelvű Újszövetség másolata. Rómában is szoros kapcsolatban állt a humanista körökkel.
Mátyás király meghívására a pozsonyi egyetemen adott elő, évi 200 arany fizetéssel, ahol fél évszázaddal Kopernikusz előtt már a Föld mozgását tanította, s azt, hogy miként kell az égboltozat látszólagos mozgását időmérésre használni. 1467-ben Magyarországra utazott, ahol Esztergomban, Vitéz János palotájában egyedülálló csillagvizsgálót rendezett be, dolgozószobája mennyezetén a konstellációkkal (égkép-horoszkóp). Ezekből csak az állatöv (zodiákus) csillagképei maradtak fenn, amelyek az Esztergomban végzett ásatások alkalmával kerültek napvilágra. A hivatalos megbízása, azaz csillagászati táblázatok készítése mellett trigonometriai függvénytáblázatokat szerkesztett. 1469-ben Esztergomban fejezte be Tabulae directionum profectionumque in nativitatibus multum utiles (Az irányok és eredetek táblái, melyek a születéseknél nagyon hasznosak) c. munkáját, melynek másolatát a királynak ajándékozta. A király egy pompás köntössel és 800 dukát arannyal jutalmazta meg e munkájáért. A munka nyomtatásban többször is megjelent. Két évszázadon keresztül mint kézikönyv forgott az európai csillagászok körében. A munka elkészítésében Ilkus Márton (1433-1493) lengyel származású orvos és asztrológus is közreműködött. Szintén 1469-ben kalendáriumot készített, mely 1473-ban jelent meg német nyelven Magister Johann von Kunsperk's deutscher Kalender címen, majd 1475-ben latinul is. Ebből fordíthatták az 1580-ban megjelent kolozsvári magyar kalendáriumot, melynek címlapján ez olvasható: "a híres neves Király Hegyi János írásaiból magyar nyelvre fordíttatott."
1471-ben Regiomontanus elhagyta Magyarországot és Nürnbergbe költözött, ahol Bernhard Walther házában nyomdát rendezett be. Műhelye alkalmas volt a bonyolult matematikai és csillagászati számítások jó minőségű előállítására. Felállított továbbá egy csillagvizsgálót, amely a kor viszonyai között igen korszerűnek számított. 1471 és 1475 között Nürnbergben fontos művei jelentek meg: Az 57 éves kalendárium (1475-1531), amely bármely időpontra meghatározta a Nap és a Hold egymáshoz viszonyított helyzetét; valamint az Ephemerides astronomicae, azaz természettudományi évkönyvek (az 1475-1506 közötti évekre), olyan csillagászati és meteorológiai számításokkal, amelyeket hosszú időn át használtak a hajózás történetében. 
1475-ben IV. Szixtusz pápa Rómába hívta, hogy közreműködjék a naptárreformban. Munkája elvégzése előtt meghalt, a hivatalos változat szerint pestisben, de a szóbeszéd szerint mérgezés által. Egyes vélemények szerint a trapezunti Georgiosz (1396-1486) fiai mérgezték meg, amiért apjuk Almagest-fordítását Regiomontanus élesen bírálta.
Matematikai és csillagászati munkásságával Johannes Müller Regiomontanus a kopernikuszi világkép egyik szellemi előfutára volt. Ugyanakkor a reneszánsz humanizmus tipikus képviselője, aki az ókori örökség felhasználásával törekedett a jelenkor tudományos ismereteinek bővítésére.
Esztergomi munkásságának emlékére 1986-ban emléktáblát avattak neki a Magyar Nemzeti Múzeum Esztergomi Vármúzeuma bejáratánál, valamint egy utca van róla elnevezve a városban.

## Magyarul
- Cisio. Az az: az astronomia tudományának, rövid értelemmel való le-irása. A tsillagoknak, planetáknak és egbéli jeleknek, etc. külömb külömb természeteknek folyásáról, az embereknek négy féle complexiojáról természetiröl, és tulajdonságiról, mindenik hólnapban mitsoda rend-tartással az ember éllyen, mind ételben és italban, mind az aluvásban, förödésben, tisztulásban és ér vágásban. Az hires neves Kiraly Hegy Janos irásából magyar nyelvre fordittatott, és sok helyeken meg-augeáltatott; s.n., Lőcse, 1650 k.
- Királyhegyi János: Csízió, vagyis A csillagászati tudománynak rövid és értelmes leírása; Landerer Ny., Pest, 1797–1806 k.
- Királyhegyi János: Csízió, vagyis A csillagászati tudománynak rövid és értelmes leírása; ford. Heltai Gáspár; bőv. kiad.; Bagó Ny., Buda 1882